# 原勝洋
原 勝洋（はら かつひろ、1942年4月10日 - 2025年4月2日）は、日本の戦史研究家。

## 経歴
静岡県出身。法政大学法学部卒業。
戦艦大和研究の第一人者として知られ、太平洋戦争特に戦艦大和や神風特別攻撃隊に関する著作を多数発表している。
2025年4月2日、心筋梗塞のため埼玉県内の病院で死去した。82歳没。

## 著書

### 単著
- 『猛き艨艟　太平洋戦争日本軍艦戦史』（文春文庫、2000年）
- 『暗号はこうして解読された　対日情報戦と連合艦隊』（KKベストセラーズ、2001年）
- 『真相・戦艦大和ノ最期　写真と新資料で解明!』（KKベストセラーズ、2003年）
- 『真相・カミカゼ特攻　必死必中の300日』（KKベストセラーズ、2004年）
- 『決戦戦艦大和の全貌　日米全調査』（アリアドネ企画、2004年）
- 『戦艦大和のすべて　歴史的資料とオリジナル写真により全貌が蘇る』（インデックス・コミュニケーションズ、2005年）
- 『写真が語る「特攻」伝説 　航空特攻、水中特攻、大和特攻』（KKベストセラーズ、2006年）
- 『写真が語る伝説の戦艦「大和」』（ベスト新書、2006年）
- 『巨大戦艦「大和」全軌跡』（学研パブリッシング、2011年）
- 『インテリジェンスから見た太平洋戦争』（潮書房光人新社、2021年）[2]

### 編集
- 『伝承・戦艦大和』上・下（光人社、1993年）
- 『零戦秘録 零式艦上戦闘機取扱説明書  完全復刻資料・写真集』（KKベストセラーズ、2001年）
- [戦艦大和全写真]　潮書房光人新社、(2023年)

### 編著
- 『戦艦大和建造秘録　完全復刻・資料・写真集』（KKベストセラーズ、1999年）
- 『カラー写真で見る太平洋戦争秘録　写真集・20世紀の記録』（KKベストセラーズ、2000年）
- 『カラー写真で見る「原爆」秘録  写真集・20世紀の記録』（KKベストセラーズ、2001年）
- 『戦艦「大和」永遠なれ!  写真集〈空前絶後・永久保存版〉』（KKベストセラーズ、2005年）
- 『鎮魂  特別攻撃隊の遺書』（KKベストセラーズ、2007年）

### 共著
- （吉田満）『日米全調査戦艦大和』（文藝春秋社、1975年/のち『ドキュメント戦艦大和』に改題、文春文庫、1986年）※1975年当時、この本を源田実に進呈しようとしたところ、「大和は嫌いなんだ」と一喝されて退散したという逸話がある。（海軍航空隊始末記370頁）なお、内容はどちらかというと、源田実の主張を裏付けた形になっている。
- （柴田武彦）『ドーリットル空襲秘録　日米全調査』（アリアドネ企画、2003年）
- （辺見じゅん）『戦艦大和発見』（ハルキ文庫、2）
- （北村新三）『暗号に敗れた日本』（PHP研究所　2014年）

### 訳書
- ヤヌス・シコルスキー『戦艦「大和」図面集』（光人社、1998年）

### 監修
- 『真珠湾 1941.12.7　アメリカの見たハワイ奇襲作戦』（学習研究社、1998年）
- 『日本陸海軍・軍事技術用語辞典(和英)』（ゆまに書房、2004年）
- 『日米開戦時における日本外交暗号の検証』（ゆまに書房、2005年）
- 『海軍暗号書D壱(発信用)』（ゆまに書房、2007年）